# جواد وعیدی

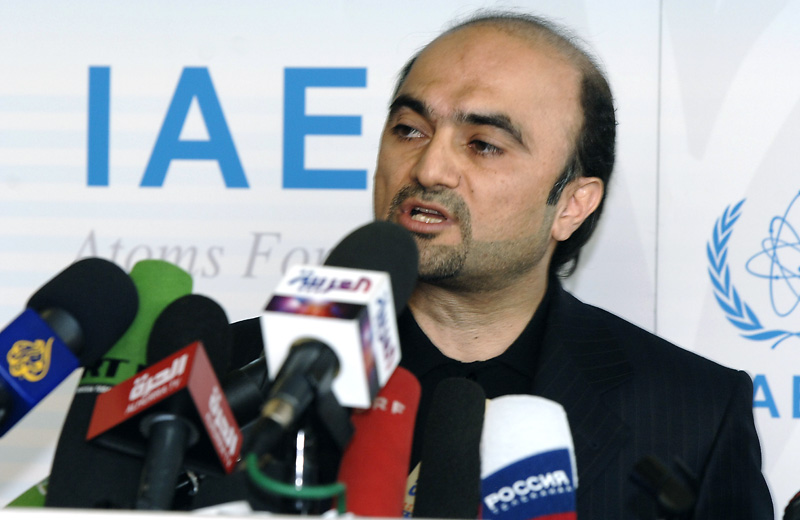
جواد وعیدی

جواد وعیدی  رئیس دفتر حوزه ریاست سازمان بازرسی کل کشور است. او قبلاً معاون بین‌الملل شورای عالی امنیت ملی، رئیس سابق تیم مذاکره‌کنندگان هسته‌ای ایران در زمان علی لاریجانی و سردبیر نشریه همشهری دیپلماتیک بوده‌است.